# Kriegsabenteuer
Kriegsabenteuer (Avventure di guerra) op. 419, è una polka veloce di Johann Strauss (figlio).
Anche se immaginata come un galoppo dal suo compositore, la polka veloce Kriegsabenteuer fu uno dei sei lavori che Johann Strauss estrapolò dalle arie della sua decima operetta, Der Zigeunerbaron (Lo zingaro barone), che ebbe la sua prima al Teather an der Wien di Vienna il 24 ottobre 1885 (il giorno prima del 60º compleanno di Strauss).
Nel finale del secondo atto dell'operetta, il ricco allevatore di maiali Kálman Zsupán, dichiara di volersi unire agli ussari e marcia insieme ai soldati ungheresi che combatteranno contro la Spagna. Il terzo atto è ambientato due anni dopo: la guerra ora è finita, Zsupán e le truppe vittoriose vengono accolte trionfalmente al loro ingresso a Vienna, il beffardo eroe decanta le sue imprese nell'aria Von der Tajos Strand (Dalle rive del Tago).
Ed è questa l'aria che offre la maggior parte del materiale per la polka Kriegsabenteuer. La parte centrale del brano trae le melodie dall'atto secondo e dall'aria Her die Hand. La prima edizione per pianoforte di Kriegsabenteuer venne dedicata dal compositore all'amico Victor Tilgner (1844-1896), scultore di molte opere, fra le quali i busti di Johann Strauss ed i suoi fratelli.
Tilgner espresse la sua gratitudine in una lettera scritta a Strauss il giorno di Natale 1885:
(Victor Tilgner)
La polka fu ascoltata per la prima volta sotto la direzione di Eduard Strauss durante un concerto della domenica pomeriggio al Musikverein di Vienna il 13 dicembre 1885.